# ریچیوتی گریتی
ریچیوتی گریتی (: Ricciotti Greatti؛ زادهٔ ۱۳ اکتبر ۱۹۳۹) بازیکن فوتبال اهل ایتالیا است.
از باشگاه‌هایی که در آن بازی کرده‌است می‌توان به باشگاه فوتبال کالیاری، باشگاه فوتبال پالرمو، باشگاه فوتبال رجانا، و باشگاه فوتبال فیورنتینا اشاره کرد.